# Fals testimoni
Fals testimoni (títol original: Deceiver) és una pel·lícula estatunidenca dirigida per Jonas i Josh Pate, estrenada l'any 1997. Ha estat doblada al català.

## Argument
Un adinerat epilèptic acusat de l'homicidi horrible d'una jove prostituta accedeix a passar pel detector de mentides dirigit per dos inspectors dels més tenaços. Però el culpable no és potser el que es pensa.

## Repartiment
- Tim Roth: James Walter Wayland
- Chris Penn: l'inspector Phillip Braxton
- Michael Rooker: l'inspector Edward Kennesaw
- Renée Zellweger: Elizabeth Loftus
- Rosanna Arquette: Mme Kennesaw
- Ellen Burstyn: Mook
- Donatiu Winston: Warren
- Michael Parks: Dr. Banyard
- Mark Damon: M. Wayland
- Jody Wilhelm: Mme Wayland
- J. C. Quinn: el sacerdot

## Crítica
"Impactant i colpidor thriller (...) Joc sublim i tortuós, treballat exercici d'estil"